# Březová nad Svitavou
Březová nad Svitavou é uma cidade checa localizada na região de Pardubice, distrito de Svitavy.